# Рив, Кристофер
Кри́стофер Д’Олье Рив (англ. Christopher D'Olier Reeve; 25 сентября 1952[…], Нью-Йорк, Нью-Йорк — 10 октября 2004[…], Маунт-Киско, Нью-Йорк) — американский актёр театра, кино и телевидения, режиссёр, сценарист, общественный деятель. Наиболее известен по роли Супермена в классической квадрологии.

## Биография
Кристофер Рив родился 25 сентября 1952 года в Нью-Йорке у журналистки Барбары Питни (урождённой Ламб) и поэта и романиста Франклина Д’Олье Рива (18 сентября 1928 года — 28 июня 2013 года). Прадедом Рива по отцовской линии был Франклин Д’Олье (28 апреля 1877 года — 10 декабря 1953 года), который в 1919—1920 годах был первым Национальным Командующим в Американском легионе и генеральным директором «Prudential Financial» больше двадцати пяти лет. Родословная Рива была почти чисто английской — со стороны обоих родителей его предки были поселенцами, приехавшими в Америку в 1600-х годах.
Получил мировую известность после исполнения роли Супермена в одноимённом американском фильме 1978 года и трёх его продолжениях. Другие его кинороли остались менее заметными. Помимо съёмок в кино (около двадцати игровых фильмов) и на телевидении, играл в театре, принял участие в работе над многочисленными документальными фильмами и научно-популярными программами, участвовал в благотворительных акциях и компаниях в поддержку деятелей искусств в различных странах, в защиту окружающей среды, детей и прав человека, сотрудничал с организацией «Международная амнистия».
Он играл на пианино, был спортсменом, исполнял трюки в фильмах, дважды в одиночку перелетал Атлантику на маленьком самолёте, был опытным наездником, яхтсменом, аквалангистом, дельтапланеристом.
27 мая 1995 года, упав с лошади во время скачек в Вирджинии, сломал шейные позвонки и оказался парализованным. Врачи не смогли поставить актёра на ноги, но спасли ему жизнь, проведя уникальную операцию. Он был парализован ниже шеи, не мог самостоятельно дышать, а говорить мог лишь при помощи вставленного в трахею аппарата. К парализованной диафрагме актёра врачи подсоединили электростимулятор, который вызывал сокращения главной дыхательной мышцы. С тех пор он посвятил свою жизнь реабилитационной терапии и совместно с женой открыл центр по обучению парализованных навыкам самостоятельного существования. Несмотря на травму, Рив продолжал работать на телевидении, сниматься в кино и участвовать в общественной деятельности. В 2003 году он был удостоен Mary Woodard Lasker Public Service Award (Ласкеровская премия).
Рив скончался 10 октября 2004 года в Маунт-Киско (штат Нью-Йорк) в своём доме от сердечного приступа в возрасте 52 лет.
Его тело было кремировано на кладбище Фернклифф. Его прах был развеян по ветру в присутствии семьи. Поминальная служба по Риву была проведена в Унитарианской церкви в Уэстпорте, штат Коннектикут. Ещё одну частную поминальную службу, состоявшуюся в Джульярдской школе три недели спустя, посетили более 900 человек.

## Семья
Рив женился на Дане Морозини (1961—2006) в апреле 1992 года, и в июне того же года у них родился сын Уильям. Также у Рива было двое детей от предыдущих долгих отношений с Гай Экстон: Мэтью (р. 1979) и Александра (р. 1983).
13 июня 2015 года родился внук Рива — сын Александры и её мужа Гаррена Дживенса — Кристофер Рассел Рив Дживенс, который был назван в честь него.

## Фильмография

### Актёр
| Год       |     | Русское название                        | Оригинальное название                      | Роль                             |
| --------- | --- | --------------------------------------- | ------------------------------------------ | -------------------------------- |
| 1974      | с   | Великие представления                   | Great Performances                         | офицер                           |
| 1974—1976 | с   | Любовь к жизни                          | Love of Life                               | Бен Харпер                       |
| 1975      | с   |                                         | The Wide World of Mystery                  | имя персонажа неизвестно         |
| 1978      | ф   | «Серая Дама» уходит на глубину          | Gray Lady Down                             | офицер Филлипс                   |
| 1978      | ф   | Супермен                                | Superman                                   | Супермен                         |
| 1979      | тф  | Маппеты отправляются в Голливуд         | The Muppets Go Hollywood                   | камео                            |
| 1980      | док |                                         | The Making of 'Superman: The Movie'        | камео                            |
| 1980      | с   | Маппет-шоу                              | The Muppet Show                            | камео                            |
| 1981—1985 | с   | Субботним вечером в прямом эфире        | Saturday Night Live                        | камео                            |
| 1980      | с   | Надежда Райана                          | Ryan's Hope                                | камео                            |
| 1980      | ф   | Где-то во времени                       | Somewhere in Time                          | Ричард Коллер                    |
| 1980      | ф   | Супермен 2                              | Superman 2                                 | Супермен                         |
| 1982      | ф   | Смертельная ловушка                     | Deathtrap                                  | Клиффорд Андерсон                |
| 1982      | ф   | Монсеньор                               | Monsignor                                  | отец Джон Флаэрти                |
| 1982      | док |                                         | The Making of 'Superman II'                | камео                            |
| 1983      | ф   | Супермен 3                              | Superman III                               | Супермен                         |
| 1983      | док |                                         | The Making of 'Superman III'               | камео                            |
| 1983      | с   |                                         | Faerie Tale Theatre                        | 'мой сын, принц' / принц Чарминг |
| 1984      | ф   | Бостонцы                                | The Bostonians                             | Бэйзил Рэнсом                    |
| 1985      | док | Динозавр!                               | Dinosaur!                                  | камео                            |
| 1985      | ф   | Авиатор                                 | The Aviator                                | Эдгар Энскомб                    |
| 1985      | тф  | Анна Каренина                           | Anna Karenina                              | граф Вронский                    |
| 1987      | ф   | Уличный парень                          | Street Smart                               | Джонатан Фишер                   |
| 1987      | ф   | Супермен 4: Борьба за мир               | Superman IV: The Quest for Peace           | Супермен                         |
| 1988      | док |                                         | Superman 50th Anniversary                  | камео                            |
| 1988      | тф  | Большой побег 2: Нерассказанная история | The Great Escape II: The Untold Story      | майор Джон Додж                  |
| 1988      | ф   | Переключая каналы                       | Switching Channels                         | Блэйн Бингэм                     |
| 1989      | док |                                         | Bobby Brown His Prerogative                | камео                            |
| 1990      | док |                                         | Night of 100 Stars III                     | камео                            |
| 1990      | мф  |                                         | Earthday Birthday                          | Ит Звиббл                        |
| 1990      | тф  | Роза и шакал                            | The Rose and the Jackal                    | Алан Пинкертон                   |
| 1991      | тф  | Сны о смерти                            | Death Dreams                               | Джордж Уэстфилд                  |
| 1991      | тф  | Пагубное влечение                       | Bump in the Night                          | Лоуренс Мюллер                   |
| 1991      | с   | Кэрол и компания                        | Carol & Company                            | Боб / Рекс                       |
| 1992      | с   | Дорога в Эйвонли                        | Road to Avonlea                            | Роберт Резерфорд                 |
| 1992      | с   | Байки из склепа                         | Tales from the Crypt                       | Фред                             |
| 1992      | тф  | Смертные грехи                          | Mortal Sins                                | отец Томас Кьюсак                |
| 1992      | тф  | Кошмар средь бела дня                   | Nightmare in the Daylight                  | Шон                              |
| 1992      | ф   | Безумные подмостки                      | Noises Off                                 | Фредерик Даллас                  |
| 1993      | тф  | Морской волк                            | The Sea Wolf                               | Хамфри Ван Вейден                |
| 1993      | с   | Фрейзер                                 | Frasier                                    | Леонард                          |
| 1993      | ф   | Утро славы                              | Morning Glory                              | Уилл Паркер                      |
| 1993      | ф   | Остаток дня                             | The Remains of the Day                     | Джек Льюис                       |
| 1994      | с   |                                         | The Unpleasant World of Penn & Teller      | имя персонажа неизвестно         |
| 1994      | ф   | Безмолвие                               | Speechless                                 | Боб Фрид по прозвищу «Багдад»    |
| 1995      | ф   | Вне подозрений                          | Above Suspicion                            | Демпси Кейн                      |
| 1995      | ф   | Деревня проклятых                       | Village of the Damned                      | доктор Алан Чафи                 |
| 1995      | с   |                                         | In the Wild                                | камео                            |
| 1995      | тф  | Чёрный лис                              | Black Fox                                  | Алан Джонсон                     |
| 1995      | тф  | Кровавая лошадь                         | Blood Horse                                | Алан Джонсон                     |
| 1995      | тф  | Люди хорошие и плохие                   | Black Fox: Good Men and Bad                | Алан Джонсон                     |
| 1996      | ки  |                                         | 9: The Last Resort                         | Тёрстон Лэст                     |
| 1996      | мф  | Лев и ягнёнок                           | The Lion and the Lamb                      | Лев                              |
| 1996      | тф  |                                         | Without Pity: A Film About Abilities       | рассказчик                       |
| 1996      | ф   | Шаг в будущее                           | A Step Toward Tomorrow                     | Джордж Гэбриел                   |
| 1998      | тф  | Окно во двор                            | Rear Window                                | Джейсон Кемп                     |
| 1998      | док |                                         | The Toughest Break: Martin's Story         | рассказчик                       |
| 1998      | док |                                         | Christopher Reeve: A Celebration of Hope   | камео                            |
| 2002      | док |                                         | Christopher Reeve: Courageous Steps        | камео                            |
| 2003      | с   | Практика                                | The Practice                               | Кевин Хили                       |
| 2003—2004 | с   | Тайны Смолвиля                          | Smallville                                 | доктор Вирджил Свонн             |
| 2004      | док | Кристофер Рив: Человек из стали         | Christopher Reeve: The Man of Steel        | камео                            |
| 2005      | кор |                                         | The Last Wild Place with Christopher Reeve | камео                            |

### Режиссёр
| Год  | Название               | Оригинальное название    | Примечание                                                                            |
| ---- | ---------------------- | ------------------------ | ------------------------------------------------------------------------------------- |
| 1997 | «В сумерках»           | In the Gloaming          | телефильм                                                                             |
| 2004 | «История Брук Эллисон» | The Brooke Ellison Story | телефильм; также исполнительный продюсер                                              |
| 2006 | «Победитель»           | Everyone's Hero          | мультфильм; также исполнительный продюсер; завершён Дэном Ст. Пьером и Колином Брэйди |

### Только продюсер
| Год  | Название              | Оригинальное название                    | Примечание                               |
| ---- | --------------------- | ---------------------------------------- | ---------------------------------------- |
| 1998 |                       | Christopher Reeve: A Celebration of Hope | документальный фильм                     |
| 1998 | Окно во двор          | Rear Window                              | телефильм; также актёр                   |
| 2003 | История нашей свободы | Freedom: A History of Us                 | телесериал; также креативный консультант |

### Сценарист
| Год  | Название                  | Оригинальное название            | Примечание                                        |
| ---- | ------------------------- | -------------------------------- | ------------------------------------------------- |
| 1987 | Супермен 4: Борьба за мир | Superman IV: The Quest for Peace | автор сюжета; также актёр                         |
| 2003 | Практика                  | The Practice                     | телесериал; автор сюжета одной серии; также актёр |

## Награды и премии
| Премия                         | Год церемонии | Номинация                                               | Фильм                                    | Результат |
| ------------------------------ | ------------- | ------------------------------------------------------- | ---------------------------------------- | --------- |
| «Золотой глобус»               | 1999          | Лучшая мужская роль — мини-сериал или телефильм         | «Окно во двор»                           | Номинация |
| «Эмми»                         | 1997          | Лучшая режиссура мини-сериала или постановки            | «В сумерках»                             | Номинация |
| «Эмми»                         | 1997          | Outstanding Informational Series                        | Without Pity: A Film About Abilities     | Победа    |
| «Эмми»                         | 1998          | Outstanding Variety, Music or Comedy Special            | Christopher Reeve: A Celebration of Hope | Номинация |
| «Эмми»                         | 2003          | Outstanding Non-Fiction Special (Traditional)           | Christopher Reeve: Courageous Steps      | Номинация |
| BAFTA                          | 1979          | Лучший новичок                                          | «Супермен»                               | Победа    |
| «Золотая малина»               | 1989          | Худшая мужская роль второго плана                       | «Переключая каналы»                      | Номинация |
| Премия Гильдии режиссёров США  | 2005          | Лучший режиссёрская работа в фильме для телевидения     | «История Брук Эллисон»                   | Номинация |
| Премия Гильдии киноактёров США | 1999          | Лучшая мужская роль в телефильме или мини-сериале       | «Окно во двор»                           | Победа    |
| CableACE Award                 | 1997          | Лучший режиссура в драматических сериале или постановке | «В сумерках»                             | Номинация |
| «Сатурн»                       | 1979          | Лучший киноактёр                                        | «Супермен»                               | Номинация |
| «Сатурн»                       | 1981          | Лучший киноактёр                                        | «Где-то во времени»                      | Номинация |
| «Сатурн»                       | 1982          | Лучший киноактёр                                        | «Супермен 2»                             | Номинация |
| «Сатурн»                       | 1983          | Лучший киноактёр                                        | «Смертельная ловушка»                    | Номинация |
| «Сатурн»                       | 1984          | Лучший киноактёр                                        | «Супермен 3»                             | Номинация |